# Bistum Saint-Pol-de-Léon

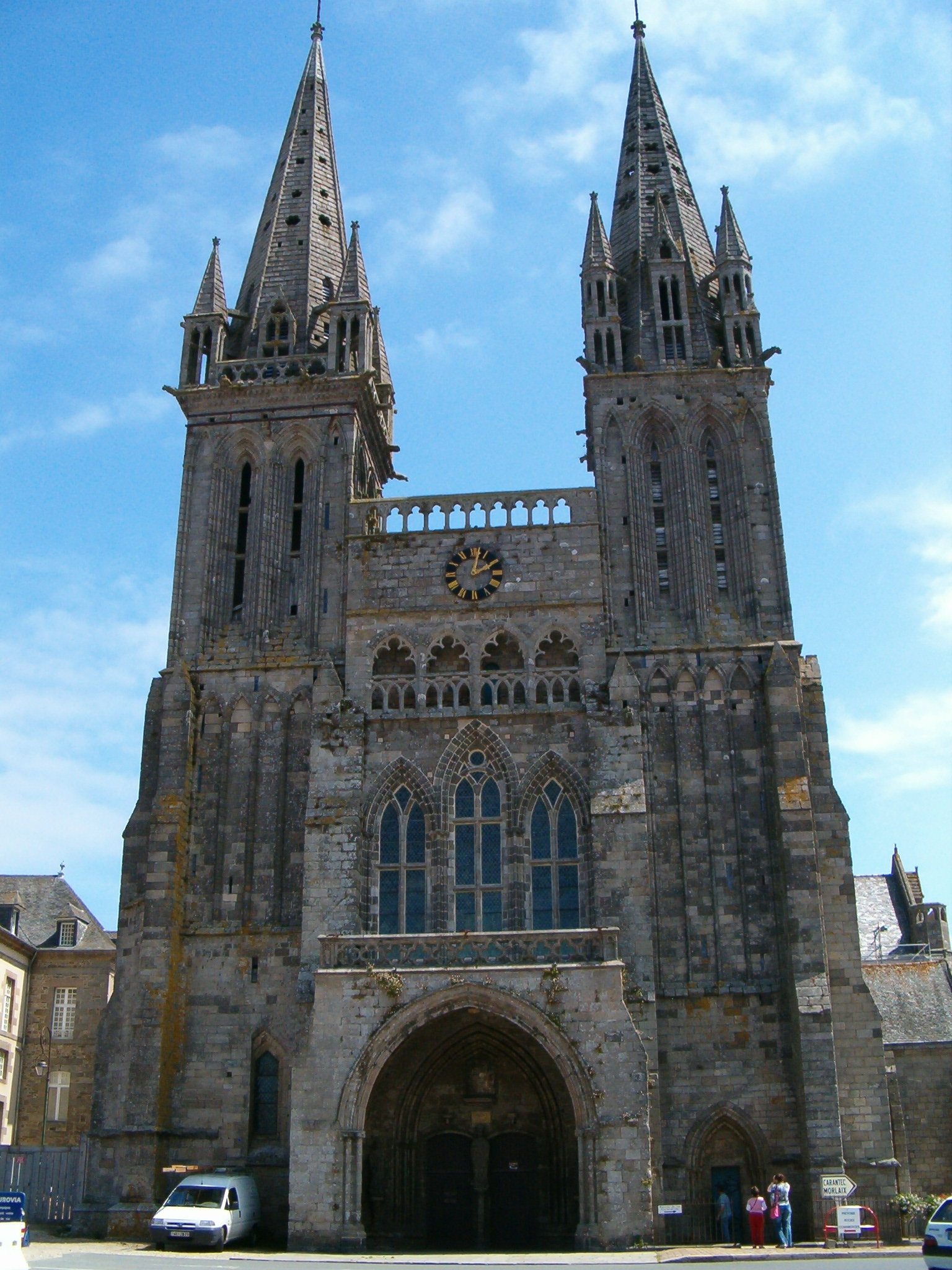
Kathedrale St-Paul-Aurelien in Saint-Pol-de-Léon

Das Bistum Saint-Pol-de-Léon (lateinisch Dioecesis Leonensis) war eine in Frankreich gelegene römisch-katholische Diözese mit Sitz in Saint-Pol-de-Léon.

## Geschichte
Das Bistum Saint-Pol-de-Léon wurde im 6. Jahrhundert errichtet. Erster Bischof war Paulinus Aurelianus. 1687 wurde ein Priesterseminar errichtet. Das Bistum Saint-Pol-de-Léon war dem Erzbistum Tours als Suffraganbistum unterstellt.
Im Jahre 1745 umfasste das Bistum Saint-Pol-de-Léon 85 Pfarreien.
Am 29. November 1801 wurde das Bistum Saint-Pol-de-Léon infolge des Konkordates von 1801 durch Papst Pius VII. mit der Päpstlichen Bulle Qui Christi Domini aufgelöst und das Territorium wurde dem Bistum Quimper angegliedert.